# Battle for the Sun
Battle for the Sun är bandet Placebos sjätte studioalbum, utgivet 2009.

## Låtlista
1. "Kitty Litter" - 3:48
2. "Ashtray Heart" - 3:32
3. "Battle for the Sun" - 5:33
4. "For What It's Worth" - 2:48
5. "Devil in the Details" - 4:29
6. "Bright Lights" - 3:24
7. "Speak in Tongues" - 4:06
8. "The Never-Ending Why" - 3:24
9. "Julien" - 4:43
10. "Happy You're Gone" - 3:51
11. "Breathe Underwater" - 3:44
12. "Come Undone" - 4:37
13. "Kings of Medicine" - 4:14